# Никольская церковь (Биело-Поле)
Церковь Святого Николая (серб. Црква Светог Николе) — приходской православный храм Будимлянско-Никшичской епархии Сербской православной церкви в городе Биело-Поле в Черногории. Входит в группу Биело-Польских церквей. В прошлом монастырь Николяц (серб. Манастир Никољац).
Ранее считалось, что монастырь Николяц был построен в 60-х годах XVI века, но на основании современных археологических открытий постройка датируется 60—70 годами XIV века. В 1552 году в Николяц была перенесена резиденция Будимлянского митрополита. В XVI—XVII веках монастырь был важным центром книгописания.
Предполагается, что стены церкви по большей части были расписаны в 30—40-х годах XVI века, но росписи были завершены только в 1670-х годах другим художником, который позже работал в монастыре Морача.
В XX веке Николяцу удалось избежать разрушений, но со временем он теряет своё значение. В 1925, 1940 и 1970 годах церковь подверглась изменениям: перекрыта крыша, перестелен пол, построена колокольня. Работы по консервации проводились в храме в 1983 и 2000—2010 годах. 